# 宇佐美誠
宇佐美 誠（うさみ まこと、1966年 - ）は、日本の法学者。京都大学教授。専門は法哲学。学位は、博士（法学）。

## 人物
愛知県名古屋市生まれ。名古屋大学法学部の学生だったとき、正義や善などについての価値判断には正解がなく、その判断をする人にとってだけ正しいという相対主義にもともと立っていたが、だんだん疑問をもつようになり、哲学の勉強を進めた。そして、ある日、価値判断に正解がないとは言えないのだと確信した。そこで、価値について研究することには意味があると考えて、法哲学を志すようになったという。
討論型授業の実践者として知られている。これは授業の前半で講義を行い、後半では学生からの質問やコメントを次々に受け付けて、対話や討論をしながら授業を進めるというもの。東京大学、名古屋大学、北海道大学、慶應義塾大学、同志社大学、立命館大学、早稲田大学などで討論型授業を行った。東京工業大学での講義の一部がNHK教育テレビジョンの「白熱教室JAPAN」で放送された後、単行本になった。この授業のやり方を一般市民向けの講演に応用した討論型講演も行っている。
法哲学の中の法概念論と正義論（法価値論）が、主な専門である。法概念論では、法実証主義に批判的で、ロナルド・ドウォーキンの解釈主義に近い立場をとっていると思われる。正義論では、正義が成り立つ範囲を広げるような研究をしている。伝統的な正義思想では、同時代人の中でだけ正義が成り立つと考えられてきたが、こうした考えを克服しようと、環境問題を題材として、世代間正義（世代間倫理）について考察している。また、従来は国家の中で正義が考えられてきたのに対して、南北問題や開発途上国の貧困を題材に、グローバルな正義を論じている。南北問題を背景に、気候変動について正義や責任を考える気候正義の研究の草分けである。他に、独裁政治から民主主義に移る途中の社会で過去の人権侵害にどう取り組むかという移行期正義（特に真実和解委員会）も研究している。
法と経済学、法政策学、社会選択理論、実証政治理論などの社会科学と法哲学を橋渡しするような研究も行っていた。また、公共性や市民社会、ベーシックインカムなど、幅広く論じている。その他、人工知能や地球壊滅リスク（人類の絶滅）についての倫理学的な考察もしている。
日本公共政策学会副会長・理事、日本ユネスコ国内委員会委員などを歴任。日本公共政策学会会長、法と経済学会常務理事、日本法哲学会理事、先端技術倫理学会理事。

## 経歴

### 学歴
- 1989年 名古屋大学法学部卒業
- 1991年 名古屋大学大学院法学研究科博士課程（前期）修了
- 1996年 博士（法学）（名古屋大学）

### 職歴
- 1991年 - 1993年 名古屋大学法学部助手
- 1993年 - 1996年 中京大学法学部専任講師
- 1996年 - 2002年 中京大学法学部助教授
- 2002年 - 2004年 中京大学法学部教授
- 2004年 - 2007年 東京工業大学大学院社会理工学研究科助教授
- 2007年 - 2008年 東京工業大学大学院社会理工学研究科准教授
- 2008年 - 2013年 東京工業大学大学院社会理工学研究科教授
- 2013年 - 京都大学大学院地球環境学堂教授

1997年 - 1999年に、ハーバード大学客員研究員、2021 - 2024年に、高知工科大学客員教授。

## 業績

### 著書
- 『公共的決定としての法』木鐸社、1993年
- 『決定』東京大学出版会、2000年
- 『その先の正義論』武田ランダムハウスジャパン、2011年
- （瀧川裕英、大屋雄裕）『法哲学』有斐閣、2014年
- （児玉聡、井上彰、松元雅和）『正義論 ベーシックスからフロンティアまで』法律文化社、2019年
- 『気候崩壊』岩波ブックレット、2021年

### 編著
- （鈴村興太郎、金泰昌）『公共哲学20 世代間関係から考える公共性』東京大学出版会、2006年
- 『法学と経済学のあいだ』勁草書房、2010年
- （濱真一郎）『ドゥオーキン』勁草書房、2011年
- （竹下賢）『法思想史の新たな水脈』昭和堂、2013年
- 『グローバルな正義』勁草書房、2014年
- 『気候正義』勁草書房、2019年
- 『AIで変わる法と社会』岩波書店、2020年
- （足立幸男）Governance for a Sustainable Future, Springer, 2023.

### 訳書
- ロナルド・ドゥウォーキン『裁判の正義』木鐸社、2009年